# إليزابيث الكسندر
إليزابيث الكسندر (بالإنجليزية: Elizabeth Alexander)‏ هي ممثلة أسترالية، ولدت في 21 أغسطس 1952 في أستراليا.

## وصلات خارجية
- إليزابيث الكسندر على موقع IMDb (الإنجليزية)
- إليزابيث الكسندر على موقع ألو سيني (الفرنسية)
- إليزابيث الكسندر على موقع أول موفي (الإنجليزية)
- إليزابيث الكسندر على موقع قاعدة بيانات الأفلام السويدية (السويدية)
- إليزابيث الكسندر على موقع قاعدة بيانات الفيلم (الإنجليزية)
- إليزابيث الكسندر على موقع كينوبويسك (الروسية)